# Хинцпетер, Юрген
Юрген Хинцпетер (6 июля 1937, Любек, провинция Шлезвиг-Гольштейн — 25 января 2016, Любек, Шлезвиг-Гольштейн) — репортёр ARD и единственный иностранный журналист, снимавший массовые убийства во время восстания в Кванджу в Южной Корее в 1980 году. Небольшая часть отснятого им материала была утеряна. Его отснятый материал был доставлен в Германию и транслировался по всему миру в утреней новостной телепрограмме. Он сообщил о студенческом восстании и лидере Ким Дэ Чжуне, который позже стал президентом Южной Кореи. В Кванджу есть мемориал в честь Хинцпетера, установленный Мемориальным фондом 18 мая.